# برادمن ۲۴۷۲
سیارک ۲۴۷۲ (به انگلیسی: 2472 Bradman، نامگذاری:1973DG) دو هزار و چهارصد و هفتاد و دومین سیارک کشف شده‌است که در ۲۷ فوریه ۱۹۷۳ کشف شد.
قدر مطلق سیارک برابر ۱۳٫۱۰ است.